# Frijjō

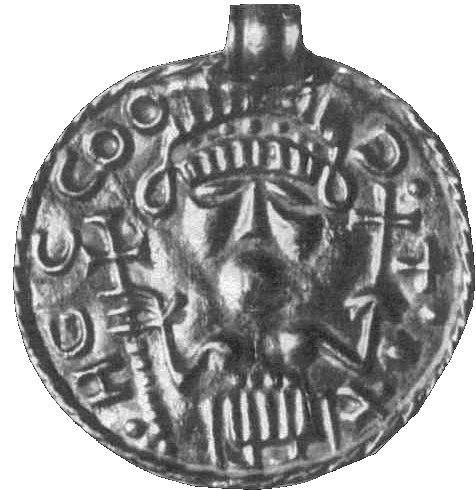
Frijjō

Frija eller Frijjō var kärlekens och fruktbarhetens gudinna i germanska mytologin i nuvarande Tyskland Hon beskrivs som gudarnas drottning och den främsta av de kvinnliga gudarna. Hon var förmodligen samma gestalt som Frigg i nordisk mytologi.
Frija sades vara hustru till Woden och liksom sin skandinaviska namne associerad med barnafödande och fruktsamhet. Jämfört med Frigg finns inte mycket sagt om Frija, men veckodagen "fredag" tros vara uppkallad efter henne.